# Stefano Pirazzi
Stefano Pirazzi (Alatri, Lazio, 11 de marzo de 1987) es un ciclista italiano, profesional desde 2010.

## Biografía
Como ciclista amateur, Pirazzi consiguió varias victorias destacadas, como una etapa en el Giro delle Regioni de 2007, dos etapas de la Volta a Lleida de ese mismo año, y la Gara Milionaria Montappone en 2008. En este año también terminó 3.º en el Campeonato de Italia de Ciclismo en Ruta sub-23.
En 2010 dio el salto al ciclismo profesional de la mano del equipo profesional continental italo-irlandés Colnago-CSF Inox. En este año debutó en el Giro de Italia, que consiguió finalizar en la 120.ª posición.
En 2011 consiguió ganar las clasificaciones de la montaña en el Giro de Reggio Calabria y la de mejor joven en el Giro del Trentino. Además terminó tercero en la general de la Settimana Coppi e Bartali. En su segundo año como profesional corrió su segundo Giro de Italia, finalizando en 61.ª posición.
En 2012 llevó a cabo una destacada actuación en el Giro de Italia, en el que quedó 2.º de la clasificación de la montaña, 9.º de la clasificación de los jóvenes y 46.º de la general.
En 2013 ganó la clasificación de la montaña del Giro gracias a sus numerosas fugas. En 2014 ganó su primera etapa como profesional después de culminar una escapada del Giro que llegó con más de 10 minutos de ventaja sobre el pelotón.
El 4 de mayo de 2017 se informó que había dado positivo por hormona de crecimiento en un control realizado fuera de competición. El ciclista, que estaba seleccionado para disputar el Giro de Italia, fue expulsado y no pudo participar en la carrera. Fue sancionado durante cuatro años y, una vez pasado el periodo de inhabilitación, regresó al ciclismo profesional con el Amore & Vita-Prodir.

## Palmarés
2013
- Clasificación de la montaña del Giro de Italia
- 2.º en el Campeonato de Italia Contrarreloj

2014
- 1 etapa del Giro de Italia

2016
- 1 etapa de la Settimana Coppi e Bartali

## Resultados en Grandes Vueltas
| Carrera | Carrera         | 2010  | 2011 | 2012 | 2013 | 2014 | 2015 | 2016 | 2017 | ... | 2021 |
| ------- | --------------- | ----- | ---- | ---- | ---- | ---- | ---- | ---- | ---- | --- | ---- |
|         | Giro de Italia  | 120.º | 61.º | 46.º | 44.º | 85.º | 22.º | 18.º | —    | —   | —    |
|         | Tour de Francia | —     | —    | —    | —    | —    | —    | —    | —    | —   | —    |
|         | Vuelta a España | —     | —    | —    | —    | —    | —    | —    | —    | —   | —    |

—: no participa

Ab.: Abandona

## Equipos
- Colnago/Bardiani-CSF Inox/Bardiani CSF (2010-2017)
  - Colnago-CSF Inox (2010-2012)
  - Bardiani Valvole-CSF Inox (2013)
  - Bardiani CSF (2014-2017)
- Amore & Vita-Prodir (2021)[5]